# كارل روبين
كارل روبين (بالإنجليزية: Karl Rubin)‏ هو رياضياتي أمريكي، ولد في 27 يناير 1956 في أوربانا في الولايات المتحدة.